# جسر دوازدة تششمة
جسر دوازدة تششمة هو أكثر جسور مدينة آمل, إيران, الأثرية جمالاً, و فخامة, في عهد الشاه عباس لصفوي في حقل عشب شيد في وسط مدينة لامول وإعادة بنائها بالكامل من قبل في الفترة القاجارية، ومترابطة كلا الشطرين الشرقي والغربي للمدينة. ورغم أن هذا الجسر قبل فترة لكن في وقت الشاه عباس الصفوي تم بناؤها تماما.المبنى الرئيسي للجسر حوالي 900 سنة مضت هو.
جسر هو 12 بت والقوس التي تستند على أعمدة مستطيلة كل إلى الارتفاع من آخر نقطة في أقواس منحني حاد إلى مستوى النهر حوالي 7 أمتار. المسافة بين أي قاعدة مع قاعدة أخرى هذا هو 6 أمتار في الجانب الجنوبي والتدفق المعاكس للمياه والفيضانات مرة أخرى. هذه الجسور التاريخية والمناظر الطبيعية الخلابة ما يزيد على 120 متر وعرض 40/6 أمتار. جسر جمیل بول هو عظيم ورائع.